# Capitala lumii
„Capitala lumii” (în engleză The Capital of the World) este o povestire din 1936 a scriitorului american Ernest Hemingway.